# The Grand Tour (émission de télévision)
 (28 décembre 2020).
Pour les articles homonymes, voir Grand tour.
The Grand Tour est une émission de télévision diffusée par Amazon Video, produite par Andy Wilman et présentée par Jeremy Clarkson, Richard Hammond et James May.
L’émission fut créée après l'interruption de la saison 22 de Top Gear, Jeremy Clarkson ayant été suspendu par la BBC le 10 mars 2015.

## Histoire

### Production

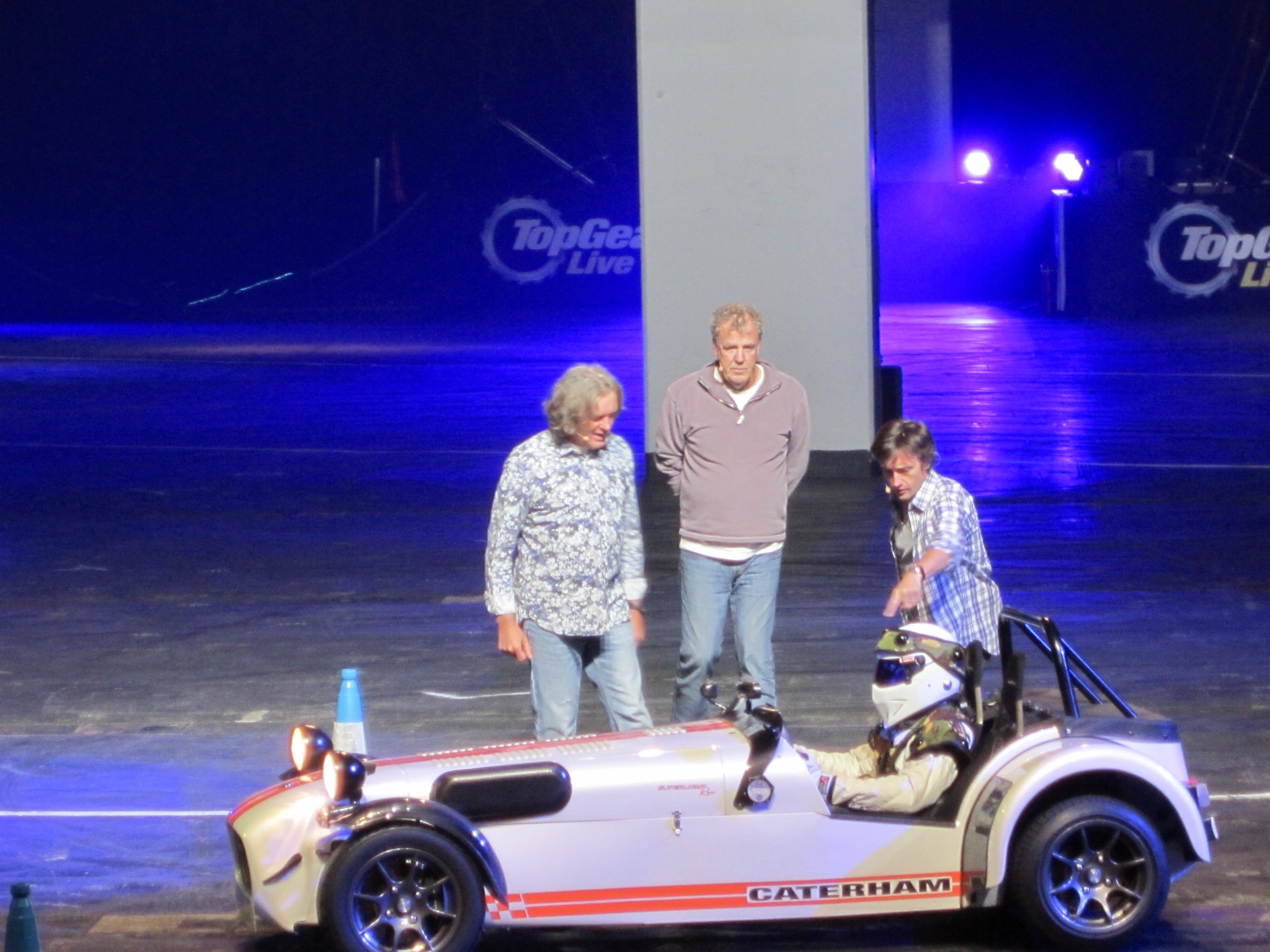
Jeremy Clarkson,Richard Hammond et James May et Le Stig dans Top Gear live.

Les trois anciens animateurs de Top Gear ainsi que l'ex-producteur de l'émission, Andy Wilman, sont convenus de produire conjointement l'émission, avec un accord initial de 36 épisodes (porté à 38 épisodes à la fin de la saison 3) diffusés sur trois ans. Le premier épisode sur Amazon Video fut diffusé le 18 novembre 2016.
Le format retenu pour les 3 premières saisons (2016-2019) était similaire à celui de Top Gear - en évitant cependant de concurrencer, sous peine de procès, l'émission de la BBC qui s'est poursuivie après 2015 avec d'autres présentateurs. Il comprenait des essais de voitures et des tours chronométrés, des défis et des courses, des séquences en studio et des invités célèbres.   
Le PDG d'Amazon, Jeff Bezos a décrit ce programme comme « très, très, très coûteux » : on a avancé le chiffre, sans doute excessif, de 250 millions de dollars pour les 3 premières saisons. La société chargée de la production pour les saisons 1-3 était W. Chump & Sons (possédée à parts égales par Clarkson, May, Hammond et Wilman). À partir de la saison 4 c’était Expectation Entertainment et Grand Tour Productions Ltd.  
Le 12 avril 2019, à la fin de la saison 3, les trois présentateurs annoncent l'arrêt de l'émission sous son format actuel mais pas de l'émission en elle-même.
Le 13 décembre 2019, l'émission revient sous son nouveau format. La saison 4 qui s'étale de 2019 à 2021 comporte uniquement 4 épisodes mais en format long d'environ 90 minutes. Jusqu'alors les 3 saisons précédentes comprenaient de 11 à 14 épisodes de 65 minutes en moyenne. 
Un jeu vidéo basé sur l’émission et intitulé The Grand Tour Game est sorti le 15 janvier 2019.

### Tournage
Les épisodes de la première saison furent tournés dans différents endroits du globe où une grande tente, pouvant accueillir un public de 300 personnes, était montée à chaque fois et tenait lieu de studio. 
Ainsi, pour la saison 1, en 2016, l'équipe se rendit (ce qui ne correspond pas nécessairement à l'ordre de diffusion) en Afrique du Sud (Johannesburg), en Namibie, aux États-Unis (en Californie et à Nashville, Tennessee), au Royaume-Uni (Whitby et Loch Ness), aux Pays-Bas (Rotterdam), en Finlande (Laponie), en Allemagne (Stuttgart) et aux Émirats arabes unis (Dubai).  
Pour les saisons 2 et 3, tournées en 2017 et 2018, la tente fut installée à différents endroits de la campagne anglaise des Cotswolds (où Clarkson possède une ferme). 
À partir de la saison 4, et du changement de format, les émissions spéciales furent tournées au Cambodge et au Viet Nam (en 2019) à Madagascar et à La Réunion (en 2020), en Écosse (en octobre 2020) et enfin au Royaume-Uni (début 2021). 
Un 5ème épisode, initialement prévu mi 2021 au Royaume-Uni, fut déplacé, en raison de l'épidémie de COVID-19, à mars 2022 et tourné en Norvège, Suède et Finlande pour être diffusé le 16 septembre 2022 en tant que 1er épisode de la saison 5. En juin 2022, le tournage d'une 6 ème émission spéciale commença en Pologne avant de se poursuivre en République Tchèque, Slovaquie, Hongrie et Slovénie.
Le tournage a été réalisé à l'aide de caméras 4K Arri Amira et Panasonic GH4.

### Promotion de l'émission
Une courte bande-annonce est lancée le 8 avril 2016, montrant Clarkson, Hammond et May se prêtant à un brainstorming pour trouver un titre approprié à cette nouvelle émission. La vidéo se termine avec le hashtag #.TheSTILLVeryMuchUntitledClarksonHammondMayAmazonPrimeShowComingAutumn2016 (le programme toujours sans absolument aucun titre d’Amazon Prime Clarkson Hammond May arrivera à l’automne 2016)

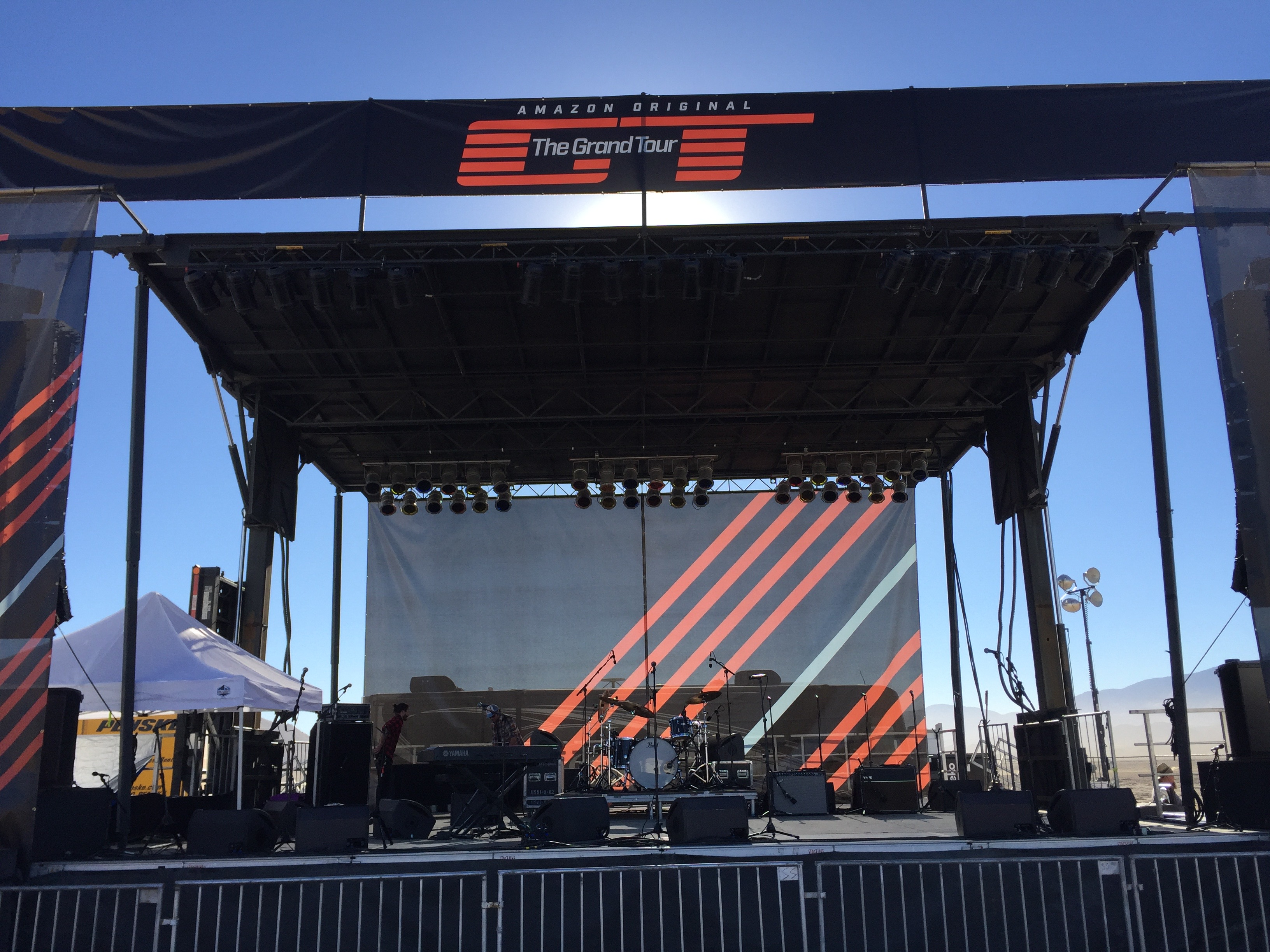
le tournage de la scène d'ouverture de The Grand Tour

Une autre courte bande-annonce postée par Clarkson sur Facebook montre le trio tentant une fois de plus de trouver un titre approprié. Toutefois cette fois-ci, ils finissent totalement distraits et en oublient leur mission. Peu de temps après, la bande-annonce sera postée sur la chaîne YouTube d'Amazon Video UK.

## Diffusion
La diffusion a débuté en anglais sur Amazon Prime le 18 novembre 2016. Sur leur chaine YouTube, les 3 présentateurs annoncent que le show sera disponible dans près de 200 pays dès le 15 décembre 2016.
Le 1er novembre, Amazon publie un teaser de The Grand Tour dans lequel il est indiqué que la saison 2 sera diffusée à partir du 8 décembre 2017.

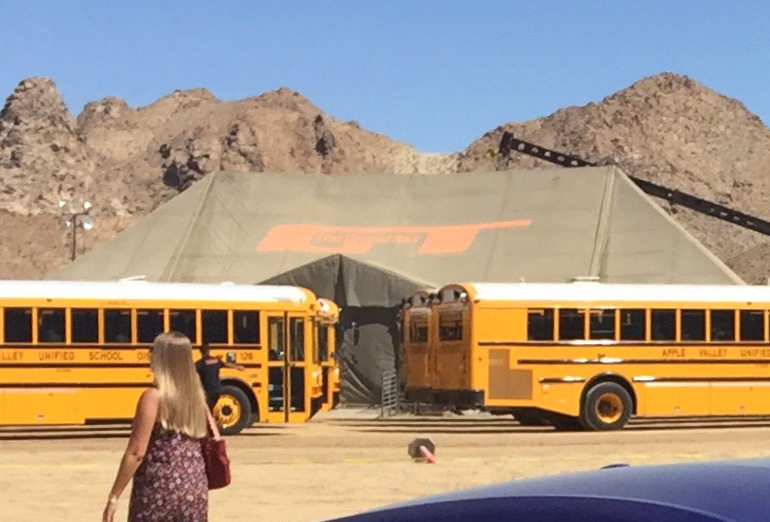
La tente de l'émission

Le 29 novembre 2017, RMC Découverte diffuse sur la TNT en France deux épisodes intitulés « Road Trip en Namibie ».
Le 15 janvier 2018, L'Équipe diffuse sur la TNT en France deux épisodes intitulés « The Holy Trinity » et « Past vs Future »,.

## Composition d'un épisode

### Piste d'essai

La piste d'essai, « Eboladrome ».

La piste est située sur un aérodrome de la Royal Air Force désaffecté à Wroughton. Elle a été surnommée "Eboladrome" à cause de sa forme, ressemblant au virus Ebola vu au microscope. 
Les voitures sont conduites par l'ancien pilote de NASCAR Mike Skinner, surnommé « L'Américain ». Pour la seconde saison, il est remplacé par la pilote britannique Abbie Eaton (en). 
Avant la diffusion du premier épisode, dix voitures sont sélectionnées pour réaliser chacune un temps de référence afin de pouvoir les comparer aux futurs essais. Ces tours de piste n'ont pas été diffusés.
| #  | Voiture                                 | Temps        | Épisode     |
| -- | --------------------------------------- | ------------ | ----------- |
| 1  | McLaren Senna                           | 1 min 12 s 9 | 25          |
| 2  | Nio EP9                                 | 1 min 15 s 0 | 30          |
| 3  | Aston Martin Vulcan                     | 1 min 15 s 5 | 2           |
| 4  | Lamborghini Huracán Performante         | 1 min 16 s 8 | 20          |
| 5  | Ford GT                                 | 1 min 17 s 6 | 21          |
| 6  | McLaren 650 S                           | 1 min 17 s 9 | non diffusé |
| 7  | McLaren 720S                            | 1 min 17 s 9 | 17          |
| 8  | Mercedes AMG GT R                       | 1 min 18 s 7 | 15          |
| 9  | Audi R8 V10 Plus                        | 1 min 19 s 2 | non diffusé |
| 10 | Jaguar XE Project 8                     | 1 min 19 s 3 | 28          |
| 11 | Aston Martin V8 Vantage                 | 1 min 20 s 4 | 33          |
| 12 | Porsche 911 GT3 RS                      | 1 min 20 s 4 | non diffusé |
| 13 | BMW M5                                  | 1 min 20 s 4 | 31          |
| 14 | Nissan GT-R                             | 1 min 21 s 2 | non diffusé |
| 15 | Porsche 911 C2S                         | 1 min 21 s 4 | non diffusé |
| 16 | Alpina B5                               | 1 min 21 s 6 | non diffusé |
| 17 | BMW M4 GTS                              | 1 min 22 s 4 | 4           |
| 18 | Porsche 718 Boxster S                   | 1 min 23 s 4 | non diffusé |
| 19 | Alpine A110                             | 1 min 23 s 7 | 29          |
| 20 | BMW M5                                  | 1 min 24 s 2 | non diffusé |
| 21 | BMW M3                                  | 1 min 24 s 3 | non diffusé |
| 22 | Honda NSX (humide)                      | 1 min 26 s 0 | 9           |
| 23 | BMW M2                                  | 1 min 26 s 2 | 1           |
| 24 | Alfa Romeo Giulia Quadrifoglio (humide) | 1 min 27 s 1 | 10          |
| 25 | Honda Civic Type R                      | 1 min 28 s 2 | non diffusé |
| 26 | Ford Focus RS                           | 1 min 28 s 4 | 6           |
| 27 | Lexus GS F (humide)                     | 1 min 29 s 6 | 12          |
| 28 | Ford Mustang GT                         | 1 min 29 s 6 | 6           |
| 29 | Tesla Model X                           | 1 min 29 s 6 | non diffusé |
| 30 | Ford Sierra Cosworth RS 500             | 1 min 31 s 3 | 38          |
| 31 | Lamborghini Countach (humide)           | 1 min 31 s 8 | 34          |
| 32 | Ford Fiesta ST200                       | 1 min 32 s 8 | non diffusé |
| 33 | Bugatti EB 110 Super Sport (humide)     | 1 min 32 s 8 | 22          |
| 34 | Fiat Abarth 124 Spider (humide)         | 1 min 33 s 7 | 11          |
| 35 | Jaguar XJ220 (humide)                   | 1 min 35 s 1 | non diffusé |
| 36 | Ferrari Testarossa (humide)             | 1 min 37 s 4 | 34          |
| 37 | Volkswagen Up! GTi (humide)             | 1 min 39 s 7 | 18          |

### Piste des célébrités
Pour la rubrique Celebrity Face Off de la saison deux, la production fait le choix d'une piste située non loin du plateau devenu fixe en Angleterre, sur l'Enstone Airfield (en), ancienne base aérienne de la Royal Air Force, à Chipping Norton. Celle-ci alterne goudron et terre et devient la référence de temps au tour de deux célébrités qui s'y confronteront. 

### Conversation Street
Le segment Conversation Street permet à Clarkson, Hammond et May de discuter de l'actualité automobile. L'introduction de cette séquence est modifiée chaque semaine mais est toujours basée sur le même principe : leurs silhouettes, assises sur un tabouret haut, contre un fond blanc. Généralement Clarkson est interrompu, après avoir commencé sa phrase « Can I talk about … » (« Puis-je parler de … »), par Hammond ou May qui introduisent le segment suivant.

## Enjeux financiers pour Amazon
L'investissement total d'Amazon dans cette émission s'élève à 120 millions de dollars pour 3 saisons de 12 épisodes (36 épisodes au total). Pour rentabiliser son émission, Amazon compte sur un nombre important de téléspectateurs qui devront débourser aux alentours de 49 € par an (69 € à partir de 2023) pour visualiser les épisodes via la plateforme Prime Video.

## Sources
- (en) Cet article est partiellement ou en totalité issu de l’article de Wikipédia en anglais intitulé « The Grand Tour (TV series) » (voir la liste des auteurs).